# Palais Borromée (Milan)
Le palais Borromée (en italien : palazzo Borromeo) est un bâtiment du XIIIe siècle situé à Milan, en Italie.  Il se trouve à proximité de l'église Santa Maria Podone (it).

## Historique
Le palais est construit au XIIIe siècle pour la maison Borromée (version francisée de l'italien : famiglia Borromeo). Lors de cette période, les Borromée, pourtant originaires de Florence, consolident leur influence sur Milan et le nord de l'Italie, en partie grâce à leurs bonnes relations avec le duc François Sforza. Dès lors, la famille fonde une grande partie de son influence sur la ville grâce à ce palais. Par ailleurs, ce bâtiment tire une grande part de sa réputation de la collection d'art prestigieuse qu'il abrite.

## Architecture
Le palais présente une architecture de style gothique tardif, mais il ne présente pas de réelle unité de style car il subit plusieurs modifications majeures au cours des siècles et notamment après avoir été endommagé par des bombardements lors de la Seconde Guerre mondiale.
La façade se caractérise par une grande porte décorée de marbre blanc et rouge. Le bâtiment comprend deux cours : la cour intérieure, dite d'honneur, correspond à la partie du palais la mieux conservée ; la seconde est plus petite. Certaines des fresques originales sont encore visibles, comme celles qui représentent les tournois organisés par les Borromée et qui se trouvent dans la salle appelée « étude d'architecture ». Leur auteur en est le peintre Michelino da Besozzo,.

### Ouvrages
- (it) Giuseppe Cònsoli, I 'Giuochi' Borromeo ed il Pisanello, Milan, Edizioni del Milione, 1966, cm.
- (it) Attilia Lanza, Milano e i suoi palazzi : Porta Vercellina, Comasina e Nuova [« Milan et ses palais »], Milan, Libreria Meravigli Editrice, 1993.

### Sites consultés
- (it) Robert Ribaudo, « Palazzo Borromeo - complesso », sur lombardiabeniculturali.it, 14 novembre 2016.
- (it) « Palazzo Borromeo ».